# مانو لکومت
مانو لکومت (انگلیسی: Manu Lecomte؛ زادهٔ ۱۶ اوت ۱۹۹۵) بازیکن بسکتبال اهل بلژیک است.

## حرفه
از باشگاه‌هایی که در آن بازی کرده‌است می‌توان به باشگاه بسکتبال گرن کاناریا، الان بیرنایس، و باشگاه بسکتبال مورسیا اشاره کرد.